# Glanerbrug
Glanerbrug is een dorp in de Nederlandse gemeente Enschede (provincie Overijssel), gelegen ten oosten van de stad Enschede. Het ligt aan de rijksgrens met Duitsland die hier op een natuurlijke wijze wordt gevormd door de Glanerbeek, aan de overkant waarvan zich de Duitse stad Gronau bevindt. Glanerbrug ontleent zijn naam aan de brug over deze beek. In het zuiden en westen grenst Glanerbrug direct aan de nieuwbouwwijken van De Eschmarke, waardoor de grenzen met de stad Enschede zijn vervaagd. Tot 1934 behoorde het dorp tot de gemeente Lonneker die dat jaar door Enschede geheel werd geannexeerd. 

## Geografie en geschiedenis

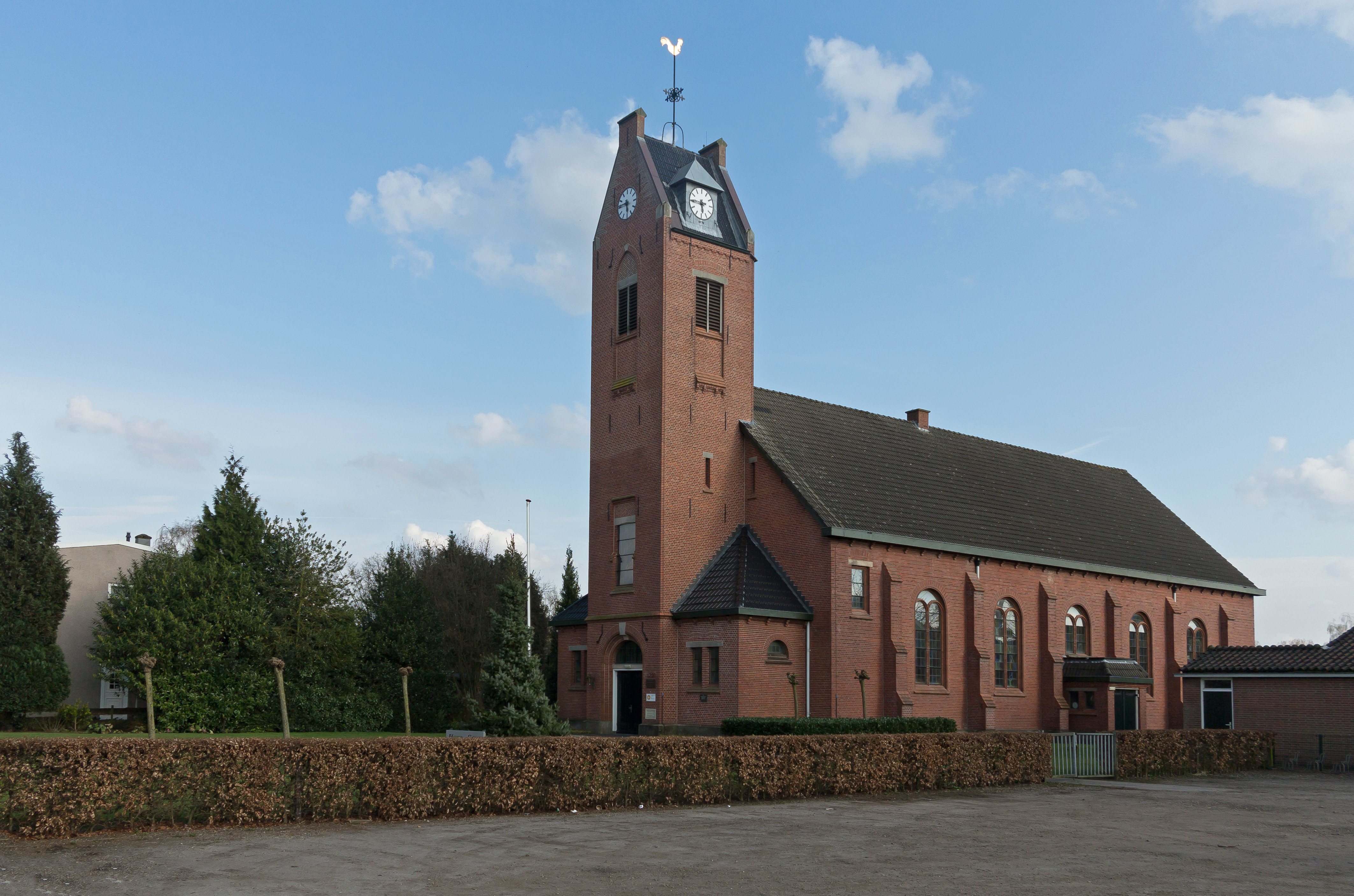
Glanerbrug, de Hervormde kerk

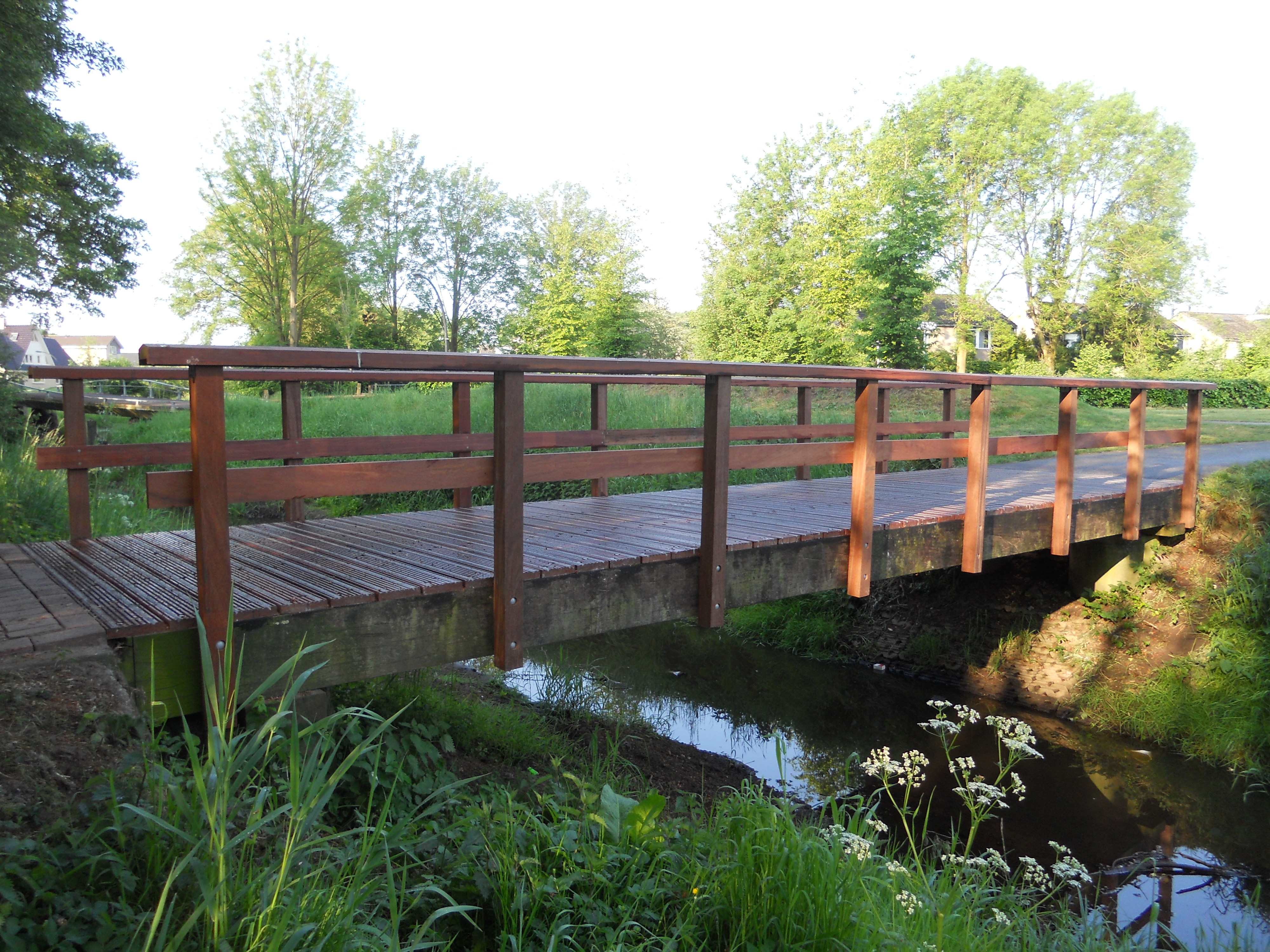
Nederlands-Duitse grens in Glanerbrug

Glanerbrug heeft sinds 2001 weer een station aan de spoorlijn Enschede - Gronau met directe treinverbindingen naar Enschede en de Duitse steden Münster en Dortmund. Van 1908-1933 bestond de Tramlijn Enschede - Glanerbrug.
De katholieke kerk O.L. Vrouwe van de Allerheiligste Rozenkrans dateert uit 1902-1903 en werd ontworpen door Alfred Tepe. Aan de Nederlandse zijde werd in 1885 tussen station en weg het Redemptoristenklooster gebouwd voor de Duitse paters redemptoristen. Hierna werd het een onderdeel van een zorgcomplex. In 2011 werd door eigenaar AriënsZorgpalet een sloopvergunning aangevraagd ten behoeve van een zogenoemd Redemptoristenpark. De Nederlandse Hervormse Kerk werd in 1906 gebouwd ter vervanging van een kleiner houten kerkje uit 1893. De kerk werd ontworpen door de Enschedese architect H. Reijgers. Bart Menkveld schrijft in Een eeuw Hervormde Kerk Glanerbrug dat voor het ontwerp van Reijgers werd gekozen vanwege de markante zadeldaktoren. De zadeldaktoren is een verwijzing naar de noordelijke provincies waar dergelijke torens veel gevonden worden en waar veel van de inwoners van Glanerbrug vandaan kwamen.
Op 7 april 1990 boorde een meteoriet zich door het dak van een woonhuis. Deze heeft de naam Glanerbrug-meteoriet gekregen.
In zijn roman de Hunnen beschrijft Jan Cremer deze streek uitvoerig, met name voor wat de gebeurtenissen tijdens de Tweede Wereldoorlog betreft. Landelijke bekendheid kreeg Glanerbrug door een sketch van Herman Finkers, waarin hij bij het voorlezen van het nieuws enkele malen vermeldde dat Glanerbrug kabeltelevisie zou krijgen en dat nog niet bekend was wanneer Glanerbrug riolering zou krijgen.

## (Basis)onderwijs
Glanerbrug beschikt over basisonderwijs. Voor het voortgezet onderwijs wordt uitgeweken naar de stad Enschede of het naburige dorp Losser. 
- Katholieke basisschool (KBS) de Troubadour
- Basisschool CBS Ouverture
- OBS Glanerbrug-Noord
- OBS Glanerbrug-Zuid
- RK Basisschool Sint-Gerardus

## Recreatie
Glanerbrug kent een aantal sportverenigingen, waaronder twee voetbalclubs: GVV Eilermark en Sportlust Glanerbrug. Omnisportvereniging Avanti Wilskracht heeft een afdeling voetbal en afdelingen voor onder meer hardlopen, handbal en badminton. W.I.K. is een gymnastiek- en turnvereniging. Daarnaast zijn er verenigingen voor judo, (tafel)tennis, scouting, korfbal en volleybal. Het dorp beschikt ook over een sporthal en een tennisbaan.
Het plaatselijke harmonieorkest is de Muziekvereniging Wilhelmina Glanerbrug, opgericht in 1901.
Ten zuiden van Glanerbrug ligt het natuurgebied het Aamsveen. In dit gebied wisselen afgegraven hoogveen, natte broekbossen, heidevelden, veenputten en schraal grasland elkaar af.

## Geboren
- Bert Schierbeek (1918-1996), schrijver en verzetsstrijder
- Hennie Hollink (1931-2018), voetballer en voetbalcoach
- Herman Heskamp (1947), oud-voetballer
- Patrick Welman (1967), politicus
- Floris van Assendelft (1985), schaker
- Nick Hengelman (1989), voetballer

## Postcodes
Glanerbrug valt onder de volgende postcodes van de plaats Enschede:
- 7532: De Slank, Dolphia, Eschmarke
- 7534: Zuid-Esmarke